# Блокирование Википедии в Венесуэле

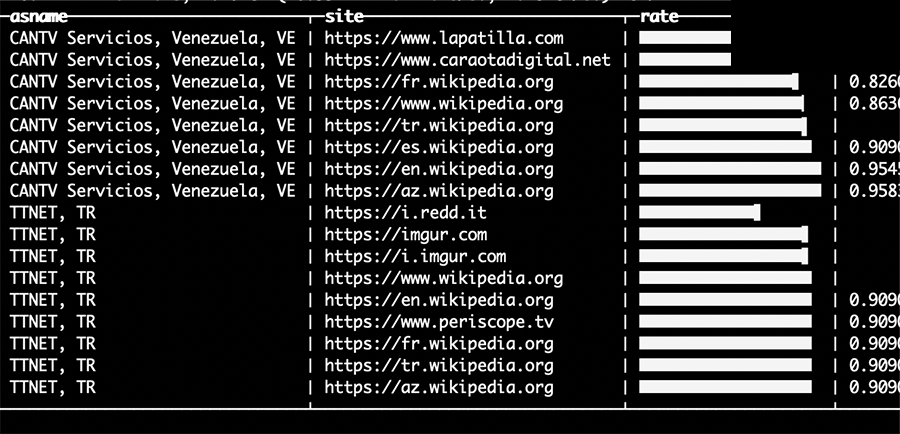
Отчет по Netblocks об инциденте в развитии блокады Википедии в Венесуэле CANTV за 12 января 2019 года.

Блокировка Википедии в Венесуэле началась 11 января 2019 года и сводится к цензуре Википедии в целом со стороны государственной компании CANTV, основного поставщика телекоммуникационных услуг и оператора доменных имен. Согласно количеству пользователей CANTV, решение о блокировке затрагивает приблизительно 1,5 миллиона человек на всей территории Венесуэлы.
В своём заявлении некоммерческая организация Викимедиа Венесуэла указала:

Каждый день мы получаем отчеты от пользователей, которые не могут получить доступ к Википедии или любому из наших проектов, и мы предоставляем им стандартные советы, но в данном случае это проблема, которую мы, к сожалению, не можем устранить, и мы очень сожалеем.
Оригинальный текст (исп.)A diario recibimos reportes de usuarios que no pueden acceder a Wikipedia o a alguno de nuestros proyectos, y les brindamos una asesoría estándar, pero en este caso, son inconvenientes que infortunadamente no podemos resolver y que lamentamos mucho
— Wikimedia Venezuela на сайте CNET, 13 января 2019. Wikipedia es bloqueada por el gobierno de Venezuela.

## Контекст
Блокировка была вызвана войнами правок вокруг испанских версий статей о Николасе Мадуро, Хуане Гуайдо, а также вокруг статей «Президент Венесуэлы» и «Список президентов Венесуэлы». Причиной конфликтов стали взаимоисключающие правки, вносимые как зарегистрированными пользователями Википедии, так и анонимами, в связи со спорным переизбранием Николаса Мадуро на пост президента Венесуэлы на период 2019—2025 годов, и параллельного провозглашения президентом Хуана Гуайдо, председателя Национального собрания Венесуэлы, а также о хронологии президентства.

## Блокировка
Днем 12 января 2019 года наблюдательный интернет-ресурс NetBlocks собрал технические доказательства блокировки всех языковых версий Википедии в Венесуэле. Ограничения были введены со стороны CANTV, крупнейшего телекоммуникационного провайдера в стране. NetBlocks выявил серьёзное нарушение работы сети, затрагивающее телекоммуникационную инфраструктуру, которое совпало с другими ограничениями, влияющими на возможность венесуэльцев получать доступ к информации в предыдущие 24 часа. Считается, что причиной является попытка цензурировать статью в Википедии о председателе Национального собрания Хуана Гуайдо, в которой он был обозначен как «51-й Президент Боливарианской Республики Венесуэла». Собранная информация также показывает несколько веб-сайтов, которые были недавно цензурированы, а это означает, что политическая нестабильность в стране может быть основной причиной усиления контроля над Интернетом.
Аналитический ресурс «VE sin Filtro» также собрал информацию о блокировке, сообщая, что она состоит из нерегулярно эффективного блока, фильтрации блокировки HTTP в соответствии с SNI (Server Name Indication) и предотвращая установление соединения с сервером с высокой частотой. Группа сообщила, что, по их мнению, блокировка прекратилась 13 января в 4:50 вечера, но затем эта информация не подтвердилась.
Некоторые СМИ прямо или косвенно упоминали Википедию и блокировку, выступая с той или иной стороны конфликта.